# Rosso (Senegal)
Rosso è un arrondissement (equivalente di comune) del Senegal. Si trova nel dipartimento di Dagana nella regione di Saint-Louis nel nord del paese.
La cittadina si trova sulla sponda sinistra del fiume Senegal a circa 350 km a nord dalla capitale Dakar alla quale è collegata tramite la Strada nazionale 2. È un importante porto fluviale ed è uno dei principali punti di collegamento tra la Mauritania e il Senegal.